# Дадонов, Вячеслав Александрович
Вячеслав Александрович Дадонов (родился 27 августа 1949 года, г. Ломоносов, Ленинградская область, РСФСР, СССР) — советский и российский военачальник, генерал-полковник (23.02.2005).

## Биография
На военной службе с 1966 года. Окончил Саратовское военное училище внутренних войск МВД СССР имени Ф. Э. Дзержинского в 1970 году. С 1970 года — командир взвода отдельного мотострелкового батальона особого назначения в Отдельной мотострелковой дивизии особого назначения имени Ф. Э. Дзержинского ВВ МВД СССР, затем там же командовал ротой, батальоном, полком внутренних войск.
Окончил Военную академию имени М. В. Фрунзе. С 1990 года — в Управлении оперативных и специальных моторизованных воинских частей штаба Главного командования внутренних войск МВД СССР и Российской Федерации. Участвовал в первой чеченской войне. В 1997—1998 годах — первый заместитель начальника Академии управления МВД России.
С 1998 года — заместитель Главнокомандующего внутренними войсками Министерства внутренних дел Российской Федерации. С мая 1999 года — заместитель Главнокомандующего внутренними войсками Министерства внутренних дел Российской Федерации по чрезвычайным ситуациям. Активный участник отражения вторжения боевиков в Дагестан в августе-сентябре 1999 года и второй чеченской войны. В 2000—2001 годах — командующий группировкой внутренних войск МВД России на Северном Кавказе. С 4 июня 2004 года — временно исполняющий обязанности командующего Объединенной группировкой войск (ОГВ) по проведению контртеррористических операций на территории Северо-Кавказского региона (сменил на этом посту генерал-полковника В. П. Баранова, получившего тяжелое ранение в результате террористического акта в Грозном 9 мая 2004 года). Исполнял обязанности командующего до июля 2005 года. Вновь был командующим ОГВ в течение нескольких месяцев 2006 года.
В декабре 2006 года указом Президента России освобождён от должности заместителя Главнокомандующего внутренними войсками МВД России и по состоянию здоровья уволен с военной службы. Его преемником на этой должности стал Евгений Лазебин.

## Награды
- орден «За заслуги перед Отечеством» 4-й степени
- орден Мужества[1]
- орден «За военные заслуги»[1]
- орден Почёта
- орден Красной Звезды[1]
- орден «За службу Родине в Вооружённых Силах СССР» 3-й степени[1]
- Медали, в том числе:
  - Звание «Народный герой Дагестана» (12 мая 2015) — за особые заслуги перед многонациональным народом республики[3]
  - Медаль «За проявленное мужество» (12 сентября 2024) — за содействие в укреплении государственной безопасности, мужество, отвагу и самоотверженность, проявленные при защите территории Республики Дагестан от международных бандформирований в 1999 году[4]
- Почётная грамота Правительства Российской Федерации (22 сентября 1999)[5]